# Gerome Ragni
Gerome Bernard Ragni (* 11. September 1942 in Pittsburgh, Pennsylvania oder in Kanada; † 10. Juli 1991) war ein US-amerikanischer Schauspieler und Maler und gehörte zu den Gründern des Open Theatre. Bekannt wurde er vor allem im Zusammenhang mit dem Musical Hair.

## Leben
Ragni stammte aus einer kinderreichen italienischstämmigen Familie. Er begann mit fünf Jahren zu malen. Neben Studien an der Georgetown University und der Catholic University widmete er sich dem Schauspiel; seinen ersten Auftritt soll er schon als Zwölfjähriger gehabt haben. 1963 erhielt er für seine Rolle in War in der Inszenierung am Village South Theatre in New York den Barter Theatre Award for Outstanding Actor. Im selben Jahr heiratete er seine Freundin Stephanie, mit der er einen Sohn namens Erick bekam.
1964 spielte er in der Broadwayproduktion von Hamlet und in der Filmversion der Warner Brothers mit. Im selben Jahr trat er an der Seite von James Rado in Hang Down Your Head an Die auf. Auf einer Tournee mit Rado und dem Stück The Knack entstanden erste Ideen für ein Musical. Ragni und Rado mieteten in Chicago für die geplante Show das Harper Theatre, konnten ihre Ideen jedoch aus Zeitgründen nicht umsetzen.
1966 trug Ragni entscheidend zum Erfolg eines Stückes des Open Theatre, das aus dem Living Theatre hervorgegangen war, bei. Dies inspirierte ihn dazu, mit Rado den Gedanken eines Musicals wieder aufzunehmen und die Hippiebewegung zu thematisieren. Zahlreiche Songs zu Hair entstanden in dieser Zeit nach Milieustudien im East Village.
Der Produzent Nat Shapiro vermittelte den Kontakt zum Komponisten Galt MacDermot. Am 29. Oktober 1967 spielte Ragni in der Premiere von Hair am Public Theater in New York den Berger. Dies sollte seine bekannteste Rolle bleiben. Der Erfolg des Musicals in den Folgejahren führte bei Ragni zu einer persönlichen Krise. Seine Ehe ging in die Brüche, er schloss sich einer Sekte an und löste durch eigenmächtige Änderungen am Konzept für Hair mehrere heftige Konflikte mit den übrigen Bühnenmitgliedern aus.
Mit seinem neuen Musical Dude konnte Ragni nicht an den Erfolg von Hair anknüpfen.
1977 kam es noch einmal zur Zusammenarbeit mit Rado in Jack Sound and His Dog Star Blowing His Final Trumpet on the Day of Doom, und 1990 war Ragni an dem umweltpolitisch ausgerichteten Musical Sun (YMCA) beteiligt. Noch vor der Vollendung des Werks starb Ragni an Krebs.